# Canton de Beauvoir-sur-Mer
Pour les articles homonymes, voir Canton de Beauvoir.
Le canton de Beauvoir-sur-Mer est une ancienne division administrative française située dans le département de la Vendée et la région des Pays-de-la-Loire.
Créé en 1790 en tant que canton de Beauvoir et connu sous ce nom jusqu’en 1956, il est supprimé en avril 2015 à la suite d’un découpage cantonal opéré en 2014.

## Histoire
Sous la Révolution française, pendant la mise en œuvre des décrets de l’Assemblée nationale concernant la division du royaume en 83 départements (15 janvier et 16 février 1790), un décret particulier du 26 janvier 1790 porte implicitement création du canton au sein du district ; les textes de la Constituante sont par la suite ordonnés dans des lettres patentes de Louis XVI données le 4 mars 1790. La division admet alors un chef-lieu fixé dans la municipalité de Beauvoir.
Le maintien du canton est projeté dans la loi concernant la division du territoire de la République et l’administration du 28 pluviôse an VIII (17 février 1800). Aussi, en vertu de l’arrêté du 9 brumaire an X (31 octobre 1801), deux communes rejoignent le canton (L’Île-Bouin et Notre-Dame-de-Mont). Cependant, par arrêté du 4 germinal an XIII (25 mars 1805), la commune de Notre-Dame-de-Mont est attribuée au canton de Saint-Jean-de-Mont nouvellement créé.
Le 1er vendémiaire an IX (23 septembre 1800), la commune de La Crosnière est rattachée à Beauvoir.
| Janvier 1790 | Septembre 1800 | Octobre 1801 | Mars 1805 |
| ------------ | -------------- | ------------ | --------- |
| 4            | 3              | 5            | 4         |

## Dénomination
Le canton est créé le 26 janvier 1790 sous le nom de « canton de Beauvoir ».
Par décret du 20 décembre 1956 avec effet au 27 décembre, la commune abritant le chef-lieu prend comme appellation celle de « Beauvoir-sur-Mer », induisant le changement de nom du canton, qui conserve sa dénomination jusqu’à sa suppression.

## Géographie

### Situation administrative
Administrativement, le canton se situe au sein du département de la Vendée, dans le district de Challans de 1790 à 1795. À partir de la loi concernant la division du territoire de la République et l’administration (17 février 1800), le canton relève du premier arrondissement départemental, baptisé, au sens de l’arrêté du 9 brumaire an X (31 octobre 1801), « arrondissement des Sables-d’Olonne ».

### Surfaces et altitudes
| Commune          | Surface (ha) | Altitude (m) | Altitude (m) |
| Commune          | Surface (ha) | Mini         | Maxi         |
| ---------------- | ------------ | ------------ | ------------ |
| Beauvoir-sur-Mer | 3 510        | 0            | 26           |
| Bouin            | 5 225        | 0            | 6            |
| Saint-Gervais    | 4 253        | 1            | 34           |
| Saint-Urbain     | 1 653        | 0            | 11           |

## Composition

### Découpage du26 janvier 1790
| Municipalité         | Période   | Réf. |
| -------------------- | --------- | ---- |
| Beauvoir (chef-lieu) | 1790-1801 | ,    |
| La Crosnière         | 1790-1800 | ,    |
| Saint-Gervais        | 1790-1801 | ,    |
| Saint-Hurbain        | 1790-1801 | ,    |

### Découpage du 9 brumaire anX
| Commune              | Période   | Réf. |
| -------------------- | --------- | ---- |
| Beauvoir (chef-lieu) | 1801-1805 | ,    |
| L’Île-Bouin          | 1801-1805 | ,    |
| Notre-Dame-de-Mont   | 1801-1805 | ,    |
| Saint-Gervais        | 1801-1805 | ,    |
| Saint-Urbain         | 1801-1805 | ,    |

### Découpage du 4 germinal anXIII
| Commune              | Période   | Réf. |
| -------------------- | --------- | ---- |
| Beauvoir (chef-lieu) | 1805-2015 | ,    |
| L’Île-Bouin          | 1805-2015 | ,    |
| Saint-Gervais        | 1805-2015 | ,    |
| Saint-Urbain         | 1805-2015 | ,    |

## Représentation

### Conseillers d'arrondissement (de 1833 à 1940)
| Période                                  | Période | Identité                            | Étiquette | Qualité |
| ---------------------------------------- | ------- | ----------------------------------- | --------- | --- |
| 1833                                     | 1842    | Jean Baptiste Mignon                |           | Propriétaire, ancien maire de Beauvoir                                                                      |
| 1842                                     | 1848    | Aristide Lucien Baizeau (1803-1872) |           | Médecin à Beauvoir                                                                                          |
|                                          |         |                                     |           | |
| av.1865                                  |         | Aimé Naulleau                       |           | Agriculteur, maire de Saint-Urbain                                                                          |
|                                          |         |                                     |           | |
| av.1901                                  | 1928    | Pierre Naulleau                     | Radical   | Conseiller municipal de Beauvoir-sur-Mer                                                                    |
| 1928                                     | 1940    | Gustave Dufief (1892-1972)          | RG        | Propriétaire agriculteur, maire de Saint-Gervais                                                            |
| 1940                                     |         |                                     |           | Les conseils d'arrondissement ont été suspendus par la loi du 12 octobre 1940 et n'ont jamais été réactivés |
| Les données manquantes sont à compléter. |         |                                     |           | |

### Conseillers généraux de 1833 à 2015
Le canton de Beauvoir-sur-Mer est la circonscription d’élection d’un des membres du conseil général de la Vendée, désigné lors des élections cantonales.
| Période                      | Période                   | Identité                                             | Étiquette                    | Qualité |
| ---------------------------- | ------------------------- | ---------------------------------------------------- | ---------------------------- | --- |
| 14 novembre 1833             | 5 décembre 1836           | Émile Brossaud                                       |                              | Médecin Maire de Saint-Gervais |
| 5 décembre 1836              | 8 octobre 1871            | Sébastien Luneau                                     | Opposition dynastique Centre | Avocat aux Sables-d’Olonne Conseiller municipal de Bouin Membre de la Chambre des députés, élu dans la Vendée (1831-1848) Membre de l’Assemblée nationale constituante, élu dans la Vendée (1848-1849) |
| 8 octobre 1871               | 19 décembre 1891 (décès)  | Baron Gabriel de La Tour du Pin Chambly de La Charce | Droite                       | Ancien lieutenant-colonel de l’infanterie Propriétaire à la Bonnetière (Saint-Gervais) Président du conseil général (1889-1891)                                                                        |
| 21 février 1892              | 20 juillet 1910 (décès)   | Achille Le Cler                                      | Droite                       | Propriétaire Maire de Bouin (1869-1910) Président du conseil général (1893-1910) |
| 14 août 1910                 | 22 septembre 1914 (décès) | André Sallion                                        |                              | Maire de Saint-Gervais (1908-1914) |
| Vacance du siège (1914-1918) |                           |                                                      |                              | |
| 14 décembre 1919             | 19 juillet 1925           | André Rousteau                                       | PR                           | Maire de Bouin (1912-1925) |
| 19 juillet 1925              | 12 octobre 1940           | Ludovic Lancelot                                     | Conservateur                 | Négociant Maire de Bouin (1925-1941) |
| Vacance du siège (1940-1945) |                           |                                                      |                              | |
| 23 septembre 1945            | 24 juillet 1960 (décès)   | Raoul Pélote (1897-1960)                             | PRL DVD                      | Gérant d'un atelier de fleurs artificielles Maire de Bouin (1945-1960) |
| 10 décembre 1960             | 27 mars 1998              | Raoul Pélote (1926-2000, fils du précédent)          | DVD UDF-CDS                  | Maire de Bouin (1960-2000) |
| 27 mars 1998                 | 2 avril 2015              | Michel Dupont                                        | DVD                          | Chargé de mission Conseiller municipal de Beauvoir-sur-Mer (1989-2001), deuxième adjoint au maire (1995-2001)                                                                                          |

## Démographie
| 1806  | 1821  | 1831  | 1836  | 1841  | 1846  | 1851  | 1856  | 1861  |
| ----- | ----- | ----- | ----- | ----- | ----- | ----- | ----- | ----- |
| 6 070 | 7 035 | 6 901 | 7 440 | 7 673 | 8 157 | 8 263 | 8 427 | 8 211 |

| 1866  | 1872  | 1876  | 1881  | 1886  | 1891  | 1896  | 1901  | 1906  |
| ----- | ----- | ----- | ----- | ----- | ----- | ----- | ----- | ----- |
| 8 248 | 7 784 | 7 915 | 7 870 | 8 074 | 8 119 | 8 079 | 8 087 | 8 474 |

| 1911  | 1921  | 1926  | 1931  | 1936  | 1946  | 1954  | 1962  | 1968  |
| ----- | ----- | ----- | ----- | ----- | ----- | ----- | ----- | ----- |
| 8 347 | 7 416 | 7 322 | 7 079 | 7 056 | 6 919 | 6 445 | 6 721 | 6 939 |

| 1975  | 1982  | 1990  | 1999  | 2006  | 2011   | - | - | - |
| ----- | ----- | ----- | ----- | ----- | ------ | - | - | - |
| 7 182 | 7 468 | 7 712 | 8 059 | 8 981 | 10 155 | - | - | - |